# Лизьё-3
Лизьё-3 (фр. Lisieux 3e Canton) — упраздненный кантон во Франции, находился в регионе Нижняя Нормандия. Департамент кантона — Кальвадос. Входил в состав округа Лизьё. Население кантона на 2006 год составляло 12 851 человек.
Код INSEE кантона 1449. Всего в кантон Лизьё-3 входило 13 коммун, из них главной коммуной являлась Лизьё.

## Коммуны кантона
- Ла-Буасьер — население 140 чел.
- Ла-Ублоньер — население 299 чел.
- Ле-Мениль-Эд — население 331 чел.
- Ле-Мениль-Симон — население 168 чел.
- Ле-Пре-д’Ож — население 833 чел.
- Ле-Монсо — население 168 чел.
- Лессар-э-ле-Шен — население 159 чел.
- Претревиль — население 402 чел.
- Сен-Дезир — население 1711 чел.
- Сен-Жермен-де-Ливе — население 781 чел.
- Сен-Жан-де-Ливе — население 206 чел.
- Сен-Пьер-дез-Иф — население 446 чел.